# Нове-Бжеско (гмина)
Гмина Нове-Бжеско (пол. Gmina Nowe Brzesko)  —  сельская гмина (волость) в Польше, входит как административная единица в Прошовицкий повет,  Малопольское воеводство. Население — 5791 человек (на 2004 год).

## Демография
Данные по переписи 2004 года:
| Перепись                         | Всего   | Всего | Женщины | Женщины | Мужчины | Мужчины |
| -------------------------------- | ------- | ----- | ------- | ------- | ------- | ------- |
| Единицы                          | человек | %     | человек | %       | человек | %       |
| Население                        | 5791    | 100   | 2945    | 50,9    | 2846    | 49,1    |
| Плотность населения (чел./кв.км) | 106,2   | 106,2 | 54      | 54      | 52,2    | 52,2    |

## Сельские округа
1. Грембоцин
2. Грушув
3. Хебдув
4. Кухары
5. Майковице
6. Мнишув
7. Мнишув-Колёня
8. Нове-Бжеско
9. Плавовице
10. Пшибыславице
11. Рудно-Дольне
12. Серославице
13. Шпитары
14. Смиловице

## Соседние гмины
1. Гмина Дрвиня
2. Гмина Иголомя-Вавженьчице
3. Гмина Кошице
4. Гмина Прошовице